# Boris Mironov
Boris Olegovitj Mironov, ryska: Борис Олегович Миронов, född 21 mars 1972, är en rysk före detta professionell ishockeyspelare som tillbringade elva säsonger i den nordamerikanska ishockeyligan National Hockey League (NHL), där han spelade för ishockeyorganisationerna Winnipeg Jets, Edmonton Oilers, Chicago Blackhawks och New York Rangers. Han producerade 307 poäng (76 mål och 231 assists) samt drog på sig 891 utvisningsminuter på 716 grundspelsmatcher. Mironov spelade också för HK CSKA Moskva i Sovjetiska mästerskapsserien och International Ice Hockey League och HK Vitjaz Tjechov i ryska superligan och på lägre nivåer för Cape Breton Oilers i American Hockey League (AHL) och HK Rys och Krylja Sovetov i Vyssjaja Chokkejnaja Liga (VHL).
Han blev aldrig draftad av någon NHL-organisation.
Mironov är yngre bror till den före detta ishockeyspelaren Dimitrij Mironov, vann Stanley Cup med Detroit Red Wings för säsong 1997-1998.

## Statistik
| Källa: Utv = Utvisningsminuter      | Källa: Utv = Utvisningsminuter      | Källa: Utv = Utvisningsminuter      |             | Grundserie  | Grundserie  | Grundserie  | Grundserie  | Grundserie  |             | Slutspel    | Slutspel    | Slutspel    | Slutspel    | Slutspel |
| Säsong                              | Lag                                 | Liga                                | Matcher     | Mål         | Assist      | Poäng       | Utv         | Matcher     | Mål         | Assist      | Poäng       | Utv         |             |          |
| ----------------------------------- | ----------------------------------- | ----------------------------------- | ----------- | ----------- | ----------- | ----------- | ----------- | ----------- | ----------- | ----------- | ----------- | ----------- | ----------- | -------- |
| 1988–1989                           | HK CSKA Moskva                      | Sovjetiska mästerskapsserien        | 1           | 0           | 0           | 0           | 0           | —           | —           | —           | —           | —           |             |          |
| 1989–1990                           | HK CSKA Moskva                      | Sovjetiska mästerskapsserien        | 7           | 0           | 0           | 0           | 0           | —           | —           | —           | —           | —           |             |          |
| 1990–1991                           | HK CSKA Moskva                      | Sovjetiska mästerskapsserien        | 36          | 1           | 5           | 6           | 16          | —           | —           | —           | —           | —           |             |          |
| 1991–1992                           | HK CSKA Moskva                      | Sovjetiska mästerskapsserien        | 28          | 2           | 1           | 3           | 18          | —           | —           | —           | —           | —           |             |          |
| 1992–1993                           | HK CSKA Moskva                      | IHL                                 | 19          | 0           | 5           | 5           | 20          | —           | —           | —           | —           | —           |             |          |
| 1993–1994                           | Winnipeg Jets                       | NHL                                 | 65          | 7           | 22          | 29          | 96          | —           | —           | —           | —           | —           |             |          |
|                                     | Edmonton Oilers                     | NHL                                 | 14          | 0           | 2           | 2           | 14          | —           | —           | —           | —           | —           |             |          |
| 1994–1995                           | Edmonton Oilers                     | NHL                                 | 29          | 1           | 7           | 8           | 40          | —           | —           | —           | —           | —           |             |          |
|                                     | Cape Breton Oilers                  | AHL                                 | 4           | 2           | 5           | 7           | 23          | —           | —           | —           | —           | —           |             |          |
| 1995–1996                           | Edmonton Oilers                     | NHL                                 | 78          | 8           | 24          | 32          | 101         | —           | —           | —           | —           | —           |             |          |
| 1996–1997                           | Edmonton Oilers                     | NHL                                 | 55          | 6           | 26          | 32          | 85          | 12          | 2           | 8           | 10          | 16          |             |          |
| 1997–1998                           | Edmonton Oilers                     | NHL                                 | 81          | 16          | 30          | 46          | 100         | 12          | 3           | 3           | 6           | 27          |             |          |
| 1998–1999                           | Edmonton Oilers                     | NHL                                 | 63          | 11          | 29          | 40          | 104         | —           | —           | —           | —           | —           |             |          |
|                                     | Chicago Blackhawks                  | NHL                                 | 12          | 0           | 9           | 9           | 27          | —           | —           | —           | —           | —           |             |          |
| 1999–2000                           | Chicago Blackhawks                  | NHL                                 | 58          | 9           | 28          | 37          | 72          | —           | —           | —           | —           | —           |             |          |
| 2000–2001                           | Chicago Blackhawks                  | NHL                                 | 66          | 5           | 17          | 22          | 42          | —           | —           | —           | —           | —           |             |          |
| 2001–2002                           | Chicago Blackhawks                  | NHL                                 | 64          | 4           | 14          | 18          | 68          | 1           | 0           | 0           | 0           | 2           |             |          |
| 2002–2003                           | Chicago Blackhawks                  | NHL                                 | 20          | 3           | 1           | 4           | 22          | —           | —           | —           | —           | —           |             |          |
|                                     | New York Rangers                    | NHL                                 | 36          | 3           | 9           | 12          | 34          | —           | —           | —           | —           | —           |             |          |
| 2003–2004                           | New York Rangers                    | NHL                                 | 75          | 3           | 13          | 16          | 86          | —           | —           | —           | —           | —           |             |          |
| 2004–2006                           | Spelade ej.                         | Spelade ej.                         | Spelade ej. | Spelade ej. | Spelade ej. | Spelade ej. | Spelade ej. | Spelade ej. | Spelade ej. | Spelade ej. | Spelade ej. | Spelade ej. | Spelade ej. |          |
| 2006–2007                           | HK Vitjaz Tjechov                   | RSL                                 | 46          | 4           | 8           | 12          | 149         | 2           | 0           | 0           | 0           | 6           |             |          |
| 2007–2008                           | Spelade ej.                         | Spelade ej.                         | Spelade ej. | Spelade ej. | Spelade ej. | Spelade ej. | Spelade ej. | Spelade ej. | Spelade ej. | Spelade ej. | Spelade ej. | Spelade ej. | Spelade ej. |          |
| 2008–2009                           | HK Rys                              | VHL                                 | 41          | 9           | 24          | 33          | 54          | —           | —           | —           | —           | —           |             |          |
| 2009–2010                           | Krylja Sovetov                      | VHL                                 | 20          | 4           | 8           | 12          | 18          | —           | —           | —           | —           | —           |             |          |
| NHL totalt                          | NHL totalt                          | NHL totalt                          | 716         | 76          | 231         | 307         | 891         | 25          | 5           | 11          | 16          | 45          |             |          |
| Sovjetiska mästerskapsserien totalt | Sovjetiska mästerskapsserien totalt | Sovjetiska mästerskapsserien totalt | 72          | 3           | 6           | 9           | 34          | —           | —           | —           | —           | —           |             |          |
| IHL totalt                          | IHL totalt                          | IHL totalt                          | 19          | 0           | 5           | 5           | 20          | —           | —           | —           | —           | —           |             |          |
| RSL totalt                          | RSL totalt                          | RSL totalt                          | 46          | 4           | 8           | 12          | 149         | 2           | 0           | 0           | 0           | 6           |             |          |
| AHL totalt                          | AHL totalt                          | AHL totalt                          | 4           | 2           | 5           | 7           | 23          | —           | —           | —           | —           | —           |             |          |
| VHL totalt                          | VHL totalt                          | VHL totalt                          | 61          | 13          | 32          | 45          | 72          | —           | —           | —           | —           | —           |             |          |